# 稲荷神社 (越谷市七左町)
稲荷神社（いなりじんじゃ）は、埼玉県越谷市の神社。

## 歴史
創建年代は不明である。ただ当地は元和年間（1615年 - 1624年）より、会田七左衛門政重によって新田開発がなされ、「七左衛門新田」「七左衛門村」と称されたことから、この頃に創建されたものと推測される。隣の観照院が別当寺であった。
1926年（大正15年）の神社合祀により、周辺の3社が合祀された。当社はこれまで近代社格制度における「無格社」であったが、1945年（昭和20年）に「村社」に列せられた。

## 交通アクセス
- 南越谷駅・新越谷駅より徒歩29分。